# Konstantin Fomiczenko
Konstantin Jefimowicz Fomiczenko (ros. Константи́н Ефи́мович Фомиче́нко, ur. 21 stycznia 1927, zm. 11 kwietnia 2015) – radziecki polityk i dyplomata.

## Życiorys
Od 1945 był funkcjonariuszem Komsomołu w obwodzie czelabińskim, od 1948 należał do WKP(b), 1958 ukończył Wyższą Szkołę Partyjną przy KC KPZR, został kandydatem nauk historycznych. W latach 1970–1973 sekretarz Komitetu Obwodowego KPZR w Czelabińsku, 1973-1977 inspektor KC KPZR i kierownik sektora Wydziału Pracy Organizacyjno-Partyjnej KC KPZR, 1977-1978 II sekretarz KC Komunistycznej Partii Kirgistanu, 1981-1990 zastępca członka KC KPZR. Od 25 czerwca 1981 do 29 marca 1985 ambasador nadzwyczajny i pełnomocny ZSRR w Etiopii, od 4 kwietnia 1985 do 25 marca 1988 ambasador nadzwyczajny i pełnomocny ZSRR w Mongolii, 1988-1991 zastępca ministra zagranicznych kontaktów gospodarczych ZSRR. Deputowany do Rady Najwyższej ZSRR 10 kadencji. Pochowany na Cmentarzu Trojekurowskim w Moskwie.

## Odznaczenia
- Order Lenina (dwukrotnie)
- Order Czerwonego Sztandaru Pracy (dwukrotnie)
- Order „Znak Honoru”
- Medal „Za pracowniczą dzielność”
- Medal „Za ofiarną pracę w Wielkiej Wojnie Ojczyźnianej 1941–1945”
- Medal „Za rozwój dziewiczych ziem”